# Tournées de Depeche Mode
Ceci est une liste des tournées de Depeche Mode de leurs débuts en 1980 à maintenant. Il est à noter que durant quelques dates en 1980, le groupe se faisait toujours appeler Composition of Sound.

## Liste des tournées
| Année     | Titre                        | Nombre de phases | Nombre de représentations | Sorties officielles                                                                                           |
| --------- | ---------------------------- | ---------------- | ------------------------- | --- |
| 1980      | 1980 Tour                    | 1                | 19                        | |
| 1981      | 1981 Tour                    | 2                | 60                        | |
| 1982      | See You Tour                 | 6                | 39                        | |
| 1982-1983 | A Broken Frame Tour          | 3                | 47                        | |
| 1983-1984 | Construction Time Again Tour | 3                | 48                        | |
| 1984-1985 | Some Great Reward Tour       | 3                | 83                        | - The World We Live In and Live in Hamburg (vidéo)                                                            |
| 1986      | Black Celebration Tour       | 4                | 76                        | |
| 1987-1988 | Music for the Masses Tour    | 7                | 101                       | - 101 (album et documentaire vidéo)                                                                           |
| 1990      | World Violation Tour         | 3                | 88                        | |
| 1993      | Devotional Tour              | 3                | 95                        | - Devotional (vidéo) - Songs of Faith and Devotion Live (album)                                               |
| 1994      | Exotic Tour/Summer Tour '94  | 4                | 63                        | |
| 1997      | Ultra Parties                | 1                | 2                         | |
| 1998      | The Singles Tour             | 2                | 65                        | |
| 2001      | Exciter Tour                 | 2                | 84                        | - One Night in Paris (vidéo)                                                                                  |
| 2005-2006 | Touring the Angel            | 4                | 124                       | - Touring the Angel: Live in Milan (vidéo) - Recording the Angel (albums de certains concerts)                |
| 2009-2010 | Tour of the Universe         | 7                | 102                       | - Tour of the Universe : Barcelona 20/21.11.09 (vidéo) - Recording the Universe (albums de certains concerts) |
| 2013-2014 | The Delta Machine Tour       | 6                | 107                       | - Depeche Mode Live in Berlin (vidéo)                                                                         |
| 2017-2018 | Global Spirit Tour           | 6                | 130                       | |
| 2023-2024 | Memento Mori World Tour      | 4                | 112                       | |

## Liste des chansons

### 1980 Tour[1]
1. "Big Muff"
2. "Ice Machine"
3. "The Price of Love"
4. "Dreaming of Me"
5. "New Life"
6. "Television Set"
7. "Reason Man"
8. "Photographic"
9. "Tomorrow's Dance"
10. "Addiction"
11. "I Like It"

### 1981 Tour[2]
1. "Any Second Now" (intro)
2. "Photographic"
3. "Nodisco"
4. "New Life"
5. "Puppets"
6. "Ice Machine"
7. "Big Muff"
8. "I Sometimes Wish I Was Dead"
9. "Tora! Tora! Tora!"
10. "Just Can't Get Enough"
11. "Boys Say Go!"
12. "What's Your Name?"
13. "Television Set"
14. "Dreaming of Me"
  - "The Price of Love"
  - "Addiction"

### 1982: See You Tour[3]
1. "Shout!"
2. "I Sometimes Wish I Was Dead"
3. "Boys Say Go!"
4. "Puppets"
5. "See You"
6. "Big Muff"
7. "Now This is Fun"
8. "Ice Machine"
9. "New Life"
10. "Tora! Tora! Tora!"
11. "The Meaning of Love"
12. "Just Can't Get Enough"
13. "What's Your Name?"
14. "Photographic"
15. "Dreaming of Me"
16. "I Like It"
17. "Television Set" (n'a pas été joué dans tous les concerts)

### 1982-1983:Broken Frame Tour[4]
1. "Oberkorn (It's a Small Town)"
2. "My Secret Garden"
3. "See You"
4. "Satellite"
5. "New Life"
6. "Boys Say Go!"
7. "Tora! Tora! Tora!"
  - "Nothing to Fear"
  - "Big Muff"
8. "Leave in Silence"
9. "Shouldn't Have Done That"
  - "Monument"
  - "Get the Balance Right!"
10. "The Meaning of Love"
11. "Just Can't Get Enough"
12. "A Photograph of You"
13. "The Sun & the Rainfall"
14. "Shout"
15. "Photographic"
16. "Dreaming of Me"

### 1983-1984:Construction Time Again Tour[5]
1. "Everything Counts"
2. "Now This is Fun"
3. "Two Minute Warning"
4. "Shame"
5. "See You"
6. "Get the Balance Right!"
7. "Love, in Itself"
  - "Pipeline"
  - "Big Muff"
  - "People Are People"
8. "The Landscape is Changing"
9. "And Then"
10. "Photographic"
11. "Told You So"
12. "New Life"
13. "More Than a Party"
14. "The Meaning of Love"
15. "Just Can't Get Enough"
16. "Boys Say Go!"

### 1984-1985:Some Great Reward Tour[6]
1. "Master and Servant" (instrumental intro)
2. "Something to Do"
3. "Two Minute Warning"
4. "Puppets"
5. "If You Want"
6. "People Are People"
7. "Leave in Silence"
8. "New Life"
9. "Shame"
  - "Somebody"
  - "It Doesn't Matter"
  - "Ice Machine"
  - "Shake the Disease"
10. "Lie to Me"
11. "Blasphemous Rumours"
12. "Told You So"
13. "Master and Servant"
14. "Photographic"
15. "Everything Counts"
16. "See You"
17. "Shout"
18. "Just Can't Get Enough"

### 1986:Black Celebration Tour[7]
1. "Christmas Island" (intro)
2. "Black Celebration"
3. "A Question of Time"
4. "Fly On The Windscreen"
5. "Shake the Disease"
6. "Leave in Silence"
7. "It's Called a Heart"
8. "Everything Counts"
  - "It Doesn't Matter Two"
  - "Somebody"
9. "A Question of Lust"
10. "Here is the House" (n'a été joué que trois fois)
11. "Blasphemous Rumours"
12. "New Dress"
13. "Stripped"
14. "Something to Do"
15. "Master and Servant"
16. "Photographic"
17. "People Are People"
18. "Boys Say Go!"
19. "Just Can't Get Enough"
20. "More Than a Party"

### 1987-1988:Music for the Masses Tour[8]
1. "Pimpf" (intro)
2. "Behind the Wheel"
3. "Strangelove"
4. "Sacred"
5. "Something to Do"
6. "Blasphemous Rumours"
7. "Stripped"
  - "Pipeline"
  - "Somebody"
  - "The Things You Said"
  - "It Doesn't Matter"
8. "Black Celebration"
9. "Shake the Disease"
10. "Nothing"
11. "Pleasure, Little Treasure"
12. "People Are People"
13. "A Question of Time"
14. "Never Let Me Down Again"
  - "A Question of Lust"
  - "Never Turn Your Back on Mother Earth"
15. "Master and Servant"
16. "Just Can't Get Enough"
17. "Everything Counts"

### 1990:World Violation Tour[9]
1. "Kaleid-Crucified" (intro)
2. "World in My Eyes"
3. "Halo"
4. "Shake the Disease"
5. "Everything Counts"
6. "Master and Servant"
7. "Never Let Me Down Again"
8. "Waiting for the Night"
  - "I Want You Now"
  - "Here is the House"
  - "Little 15"
  - "World Full Of Nothing"
  - "Sweetest Perfection"
  - "Blue Dress"
9. "Clean"
10. "Stripped"
11. "Policy of Truth"
12. "Enjoy the Silence"
13. "Strangelove"
14. "Personal Jesus"
15. "Black Celebration"
16. "A Question of Time"
17. "Behind the Wheel"
18. "Route 66" (Dave Gahan au chant)

### 1993:Devotional Tour[10]
1. "Higher Love"
2. "Policy of Truth"
3. "World in My Eyes"
4. "Walking in My Shoes"
5. "Behind the Wheel"
6. "Halo"
7. "Stripped"
8. "Condemnation"
  - "Judas"
  - "A Question of Lust"
  - "Death's Door"
  - "One Caress"
  - "Mercy in You"
  - "Get Right With Me"
9. "I Feel You"
10. "Never Let Me Down Again"
11. "Rush"
12. "In Your Room"
13. "Personal Jesus"
14. "Enjoy the Silence"
  - "Fly on the Windscreen"
  - "Something to Do"
  - "Somebody"
15. "Everything Counts"

### 1994:Exotic Tour/Summer Tour '94[11]
1. "Rush"
2. "Halo"
3. "Behind the Wheel"
4. "Everything Counts"
5. "World in My Eyes"
6. "Walking in My Shoes"
7. "Stripped"
8. "Condemnation"
9. (N'ont pas été jouées durant la phase Nord-Américaine)
  - "Judas"
  - "A Question of Lust"
  - "One Caress"
  - "Waiting for the Night"
  - "I Want You Now"
  - "One Caress"
  - "Somebody"
10. "In Your Room"
11. "Never Let Me Down Again"
12. "I Feel You"
13. "Personal Jesus"
  - "Fly on the Windscreen"
  - "Somebody"
14. "Enjoy the Silence"
15. (N'ont pas été jouées durant la phase Nord-Américaine)
  - "Policy of Truth"
  - "Clean"
16. "A Question of Time"

### 1997: Ultra Parties[12]
1. "Barrel of a Gun"
2. "Useless"
3. "It's No Good"
4. "Home"
5. "Never Let Me Down Again"

### 1998:The Singles Tour[13]
1. "Painkiller" (intro)
2. "A Question of Time"
3. "World in My Eyes"
4. "Policy of Truth"
5. "It's No Good"
6. "Never Let Me Down Again"
7. "Walking in My Shoes"
8. "Only When I Lose Myself"
  - "A Question of Lust"
  - "Sister of Night"
9. "Home"
10. "Condemnation"
11. "In Your Room"
12. "Useless"
13. "Enjoy the Silence"
14. "Personal Jesus"
15. "Barrel of a Gun"
16. "Somebody"
  - "Stripped"
  - "Behind the Wheel"
17. "I Feel You"
18. "Just Can't Get Enough"

### 2001:Exciter Tour[14]
1. "Easy Tiger" / "Dream On" (instrumental intro)
2. "The Dead of Night"
3. "The Sweetest Condition"
4. "Halo"
5. "Walking in My Shoes"
6. "Dream On"
7. "When the Body Speaks"
8. "Waiting for the Night"
  - "The Bottom Line"
  - "Surrender"
  - "Dressed in Black"
  - "Sister of Night"
  - "Condemnation"
  - "Judas"
  - "It Doesn't Matter Two"
  - "Somebody"
9. "Breathe"
10. "Freelove"
11. "Enjoy the Silence"
12. "I Feel You"
13. "In Your Room"
14. "It's No Good"
15. "I Feel Loved" (n'a pas été jouée à tous les concerts)
16. "Personal Jesus"
17. "World Full of Nothing" (seulement jouée lors de la dernière date)
18. "Home"
  - "Clean"
  - "Condemnation"
19. "Black Celebration"
20. "Never Let Me Down Again"

### 2005-2006:Touring the Angel[15]
Première et seconde phases:
1. "I Want it All" (instrumental)
2. "A Pain That I'm Used To"
3. "John the Revelator"
4. "A Question of Time"
5. "Policy of Truth"
6. "Precious"
7. "Walking in My Shoes"
8. "Suffer Well"
  - "Damaged People"
  - "Macro"
9. "Home"
10. "I Want it All"
11. "The Sinner in Me"
12. "I Feel You"
13. "Behind the Wheel"
14. "World in My Eyes"
15. "Personal Jesus"
16. "Enjoy the Silence"
  - "Somebody"
  - "A Question of Lust"
  - "Shake the Disease"
  - "Leave in Silence"
17. "Just Can't Get Enough"
18. "Everything Counts"
19. "Never Let Me Down Again"
20. "Goodnight Lovers"

Troisième et quatrième phases:
1. "I Want it All" (instrumental)
2. "A Pain That I'm Used To"
3. "A Question of Time"
4. "Suffer Well"
5. "Precious"
6. "Walking in My Shoes"
7. "Stripped"
8. "Home"
  - "It Doesn't Matter Two"
  - "Judas"
  - "Blue Dress"
  - "In Your Room"
  - "Nothing's Impossible"
  - "The Sinner in Me"
9. "John the Revelator" (n'a pas été joué à tous les concerts)
10. "I Feel You"
11. "Behind the Wheel"
12. "World in My Eyes"
13. "Personal Jesus"
14. "Enjoy the Silence"
  - "Shake the Disease"
  - "Leave in Silence"
  - "It Doesn't Matter Two"
  - "Somebody"
  - "Photographic"
  - "Just Can't Get Enough"
15. "Never Let Me Down Again"

### 2009-2010:Tour of the Universe[16]
Première, deuxième et troisième phases:
1. "In Chains"
2. "Wrong"
3. "Hole to Feed"
4. "Walking in My Shoes"
5. "It's No Good"
6. "A Question of Time"
7. "Precious"
8. "Fly on the Windscreen"
  - "Jezebel"
  - "Little Soul"
  - "A Question of Lust"
  - "Home"
  - "Judas"
  - "Come Back"
  - "Miles Away/The Truth Is"
  - "Peace"
  - "Policy of Truth"
  - "Fragile Tension" (n'a été jouée qu'à Toronto)
9. "In Your Room"
10. "I Feel You"
11. (n'ont pas été jouées sur toutes les dates)
  - "In Sympathy"
  - "Policy of Truth"
12. "Enjoy the Silence"
13. "Never Let Me Down Again" 
  - "Stripped"
  - "Somebody"
  - "Shake the Disease"
  - "A Question of Lust"
  - "Master and Servant"
  - "Stripped"
  - "Strangelove"
  - "Behind the Wheel"
14. "Personal Jesus"
15. "Waiting for the Night" (n'a pas été joué à tous les concerts)

Quatrième et cinquième phases
1. "In Chains"
2. "Wrong"
3. "Hole to Feed"
4. "Walking in My Shoes"
5. "It's No Good"
6. "A Question of Time"
7. "Precious"
8. "World in My Eyes" (à partir de Mannheim)
9. "Fly on the Windscreen" (jusqu'à Bologne)
  - "Freelove"
  - "Clean"
  - "Dressed in Black"
  - "Sister of Night"
  - "Jezebel"
  - "Insight"
  - "Judas"
  - "One Caress"
10. "Home"
  - "Miles Away/The Truth Is"
  - "Come Back"
11. "Policy of Truth"
12. "In Your Room"
13. "I Feel You"
14. "Enjoy the Silence"
15. "Never Let Me Down Again"
  - "Somebody"
  - "A Question of Lust"
  - "Dressed in Black"
  - "One Caress"
16. "Stripped"
  - "Behind the Wheel"
  - "Photographic"
17. "Personal Jesus"
18. "Waiting for the Night" (n'a été jouée que lors du deuxième concert de Barcelone)